# 伊達秋雄

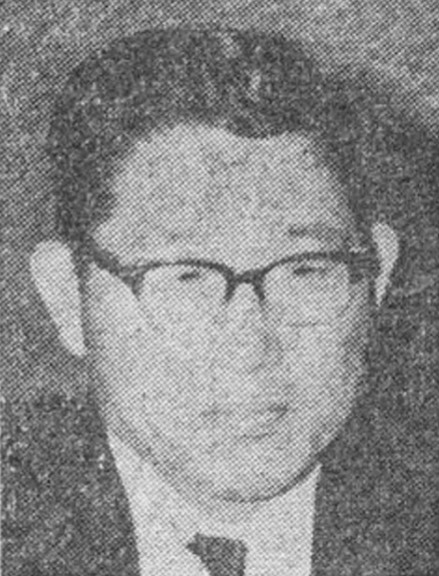
伊達秋雄（1967年）

伊達 秋雄（だて あきお、1909年（明治42年）1月1日 - 1994年（平成6年）12月25日）は、日本の裁判官、弁護士、法学者。法政大学名誉教授。砂川事件一審において、日米安全保障条約によるアメリカ軍の駐留は日本国憲法違反とする判断を示したことで知られる。長男の伊達寛は東京メトロポリタンテレビジョン社長。

## 経歴・人物
大分県出身。旧制静岡県立掛川中学校を経て旧制静岡高等学校に進んだ。高校時代、軍事教練に反対して安倍川渡河演習を拒否したり、銃掃除の命令に従わなかったことがあったという。
京都帝国大学卒業。1933年（昭和8年）判事となる。1942年（昭和17年）、満州国司法部刑事司参事官となったが、この時期、不当に拘束され強制労働をさせられた中国人らを次々と釈放していた、との逸話がある。
最高裁判所調査官などを経て、1956年（昭和31年）東京地方裁判所判事。同年10月19日、博士論文「想像的併合罪論」で立命館大学より法学博士号を得た。
在日米軍が使用する立川飛行場の拡張に反対する砂川闘争で、強制測量に抗議するデモ隊と警官隊が衝突する中、基地内に立ち入った学生や労働組合員が逮捕され、7人が日米安全保障条約に基づく刑事特別法違反の罪に問われ起訴された、砂川事件の裁判を担当した。
1959年（昭和34年）3月30日、「日本政府がアメリカ軍の駐留を許容したのは、指揮権の有無、出動義務の有無に関わらず、日本国憲法第9条2項前段によって禁止される戦力の保持にあたり、違憲である。したがって、刑事特別法の罰則は日本国憲法第31条（デュー・プロセス・オブ・ロー規定）に違反する不合理なものである」として、日米安全保障条約による米軍駐留は憲法違反であり、刑事特別法は無効、7人全員無罪との判決（東京地判昭和34.3.30 下級裁判所刑事裁判例集1・3・776、いわゆる伊達判決）を下した。後に伊達は「日本に戦力がないから、米国の戦力で日本を守ろうというならば、従来の武力によって国を守ろうという考え方と少しも変わらない。これは日本国憲法が掲げる平和主義の高い理想に反する」と語っている。
1961年（昭和36年）弁護士を開業、新橋綜合法律事務所を設立した。のち法政大学で法学部教授（担当は刑法）、法学部長などを歴任した。
1994年（平成6年）12月25日死去、85歳。

## 著書
- 『改正刑事訴訟法解説』（刑務協会、1948年）
- 『会社犯罪の理論と実例』共編著（ダイヤモンド社、1959年）
- 『刑法入門』（青林書院、1960年）
- 『刑事訴訟法講義 』（政文堂、1960年）
- 『刑事訴訟法講話』（日本評論社、1978年）
- 『司法と人権感覚』（有斐閣、1986年）
- 『法律家の哀歓』（有斐閣、1987年）